# Limnonectes mawlyndipi
Limnonectes mawlyndipi es una especie de anfibio anuro del género Limnonectes de la familia Dicroglossidae.

## Distribución geográfica
Es originaria de la India.